# Vallereuil
Vallereuil est une commune française située dans le département de la Dordogne, en région Nouvelle-Aquitaine.

## Géographie

### Généralités
Dans la partie nord du Landais, la commune de Vallereuil s'étend sur 9,27 km2. Elle est bordée par cinq cours d'eau : au nord par le Vern, à l'est et à l'ouest par deux de ses affluents, le Jaures et le ruisseau de la Fontaine du Breuil, ainsi que par la Crempsoulie au sud-ouest et par le Loumagne, affluent du Jaures, au sud-est.
À l'écart des routes principales, le bourg de Vallereuil est établi sur le coteau oriental du ruisseau de Fompeyre, un autre affluent du Vern. Il se situe, en distances orthodromiques, quatre kilomètres au sud-est de Neuvic, et neuf kilomètres au sud-sud-ouest de Saint-Astier. La principale voie d'accès au territoire communal est, sur la commune de Neuvic, la route départementale 44 qui suit la vallée du Vern.

### Communes limitrophes
Vallereuil est limitrophe de quatre autres communes. Au sud-est, son territoire est distant d'environ 330 mètres de celui de Jaure.
| Neuvic                   |                       |          |
|                          | Vallereuil            | Grignols |
| Saint-Séverin-d'Estissac | Saint-Jean-d'Estissac |          |

### Géologie et relief

#### Géologie
Situé sur la plaque nord du Bassin aquitain et bordé à son extrémité nord-est par une frange du Massif central, le département de la Dordogne présente une grande diversité géologique. Les terrains sont disposés en profondeur en strates régulières, témoins d'une sédimentation sur cette ancienne plate-forme marine. Le département peut ainsi être découpé sur le plan géologique en quatre gradins différenciés selon leur âge géologique. Vallereuil est située dans le troisième gradin à partir du nord-est, un plateau formé de calcaires hétérogènes du Crétacé.
Les couches affleurantes sur le territoire communal sont constituées de formations superficielles du Quaternaire et de roches sédimentaires datant pour certaines du Cénozoïque, et pour d'autres du Mésozoïque. La formation la plus ancienne, notée c5c, date du Campanien 3, une alternance de marnes à glauconie et de calcaires crayo-marneux jaunâtres. La formation la plus récente, notée CFp, fait partie des formations superficielles de type colluvions indifférenciées de versant, de vallon et plateaux issues d'alluvions, molasses, altérites. Le descriptif de ces couches est détaillé dans  la feuille « no 782 - Mussidan » de la carte géologique au 1/50 000 de la France métropolitaine, et sa notice associée.

Carte géologique de Vallereuil.

#### Relief et paysages

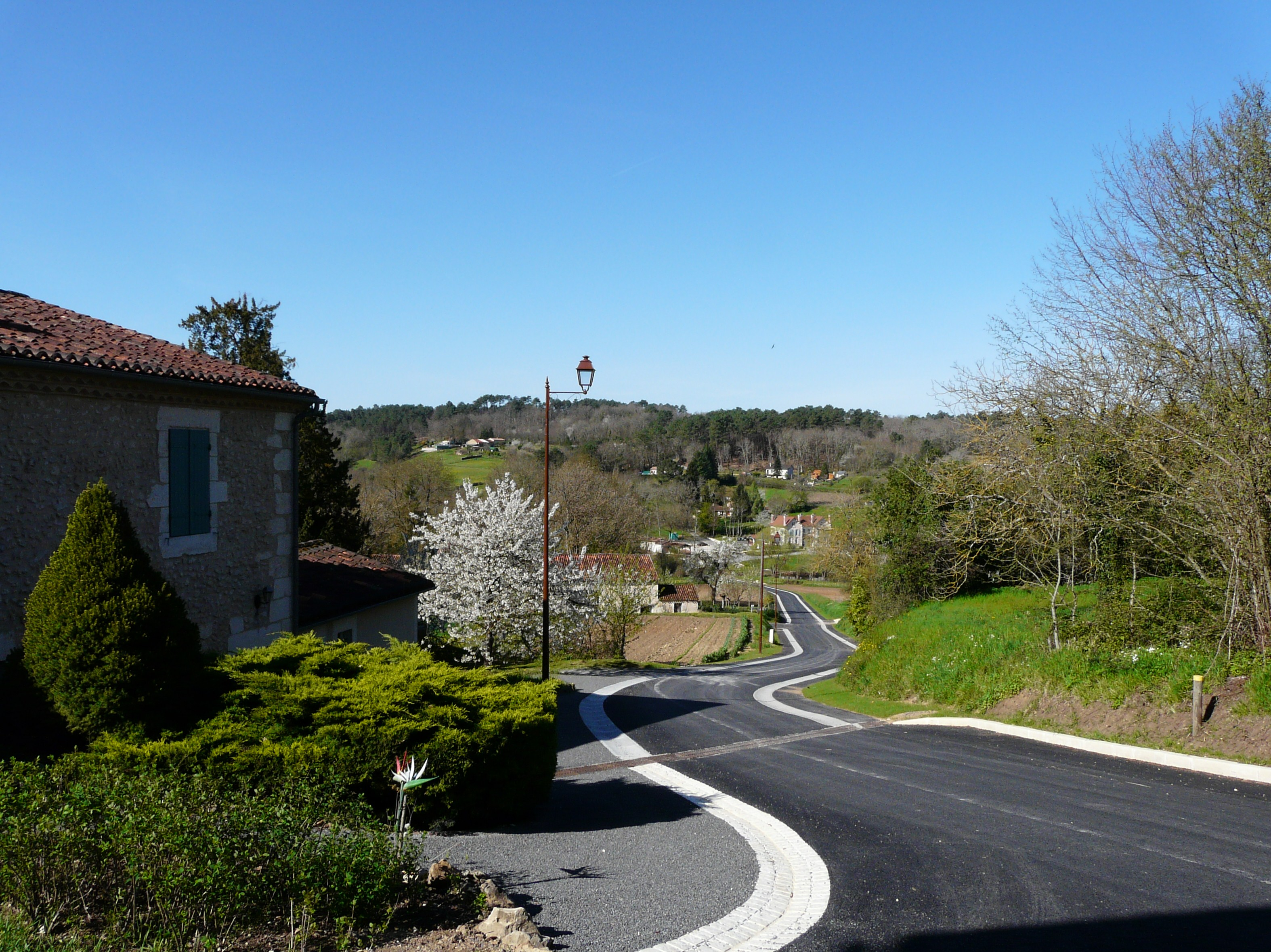
La route qui mène de l'église à la mairie de Vallereuil.

Le département de la Dordogne se présente comme un vaste plateau incliné du nord-est (491 m, à la forêt de Vieillecour dans le Nontronnais, à Saint-Pierre-de-Frugie) au sud-ouest (2 m à Lamothe-Montravel). L'altitude du territoire communal varie quant à elle entre 62 mètres à l'extrême nord-ouest, au confluent du ruisseau de la Fontaine du Breuil et du Vern, là où ce dernier quitte la commune et entre définitivement sur celle de Neuvic, et 206 mètres, dans la partie sud de la commune, au sud-est du lieu-dit Brendes de Guibert.
Dans le cadre de la Convention européenne du paysage entrée en vigueur en France le 1er juillet 2006, renforcée par la loi du 8 août 2016 pour la reconquête de la biodiversité, de la nature et des paysages, un atlas des paysages de la Dordogne a été élaboré sous maîtrise d’ouvrage de l’État et publié en octobre 2020. Les paysages du département s'organisent en huit unités paysagères,. La commune fait partie du Périgord central, un paysage vallonné, aux horizons limités par de nombreux bois, plus ou moins denses, parsemés de prairies et de petits champs.
La superficie cadastrale de la commune publiée par l'Insee, qui sert de référence dans toutes les statistiques, est de 9,27 km2,,. La superficie géographique, issue de la BD Topo, composante du Référentiel à grande échelle produit par l'IGN, est quant à elle de 9,17 km2.

### Hydrographie

#### Réseau hydrographique
La commune est située dans le bassin de la Dordogne au sein du Bassin Adour-Garonne. Elle est drainée par le Vern, la Crempsoulie, le Jaures, le Loumagne, le ruisseau de la Fompeyre et le ruisseau de la Fontaine du Breuil, qui constituent un réseau hydrographique de 14 km de longueur totale,.
Le Vern, d'une longueur totale de 40,36 km, prend sa source en limite des communes de Val de Louyre et Caudeau et Veyrines-de-Vergt, et se jette dans l'Isle en rive gauche à Neuvic. Il borde la commune au nord sur plus de trois kilomètres et demi, face à Neuvic.
Trois de ses affluents de rive gauche baignent la commune : le Jaures marque la limite territoriale à l'est sur deux kilomètres, en deux tronçons, face à Grignols ; le ruisseau de la Fontaine du Breuil en fait autant à l'ouest sur près de deux kilomètres et demi, face à Neuvic ; le ruisseau de Fompeyrine prend sa source dans le sud de la commune dont il arrose le territoire sur deux kilomètres et demi.
Affluent de rive gauche du Jaures, le Loumagne arrose le sud-est du territoire communal sur plus de deux kilomètres dont plus d'un kilomètre en limite de Grignols.
La Crempsoulie, d'une longueur totale de 9,91 km, prend sa source à Saint-Jean-d'Estissac et se jette dans la Crempse en rive droite en limite de Bourgnac et d'Issac,. Elle sert de limite territoriale au sud-ouest sur près d'un kilomètre et demi, face à Saint-Séverin-d'Estissac.

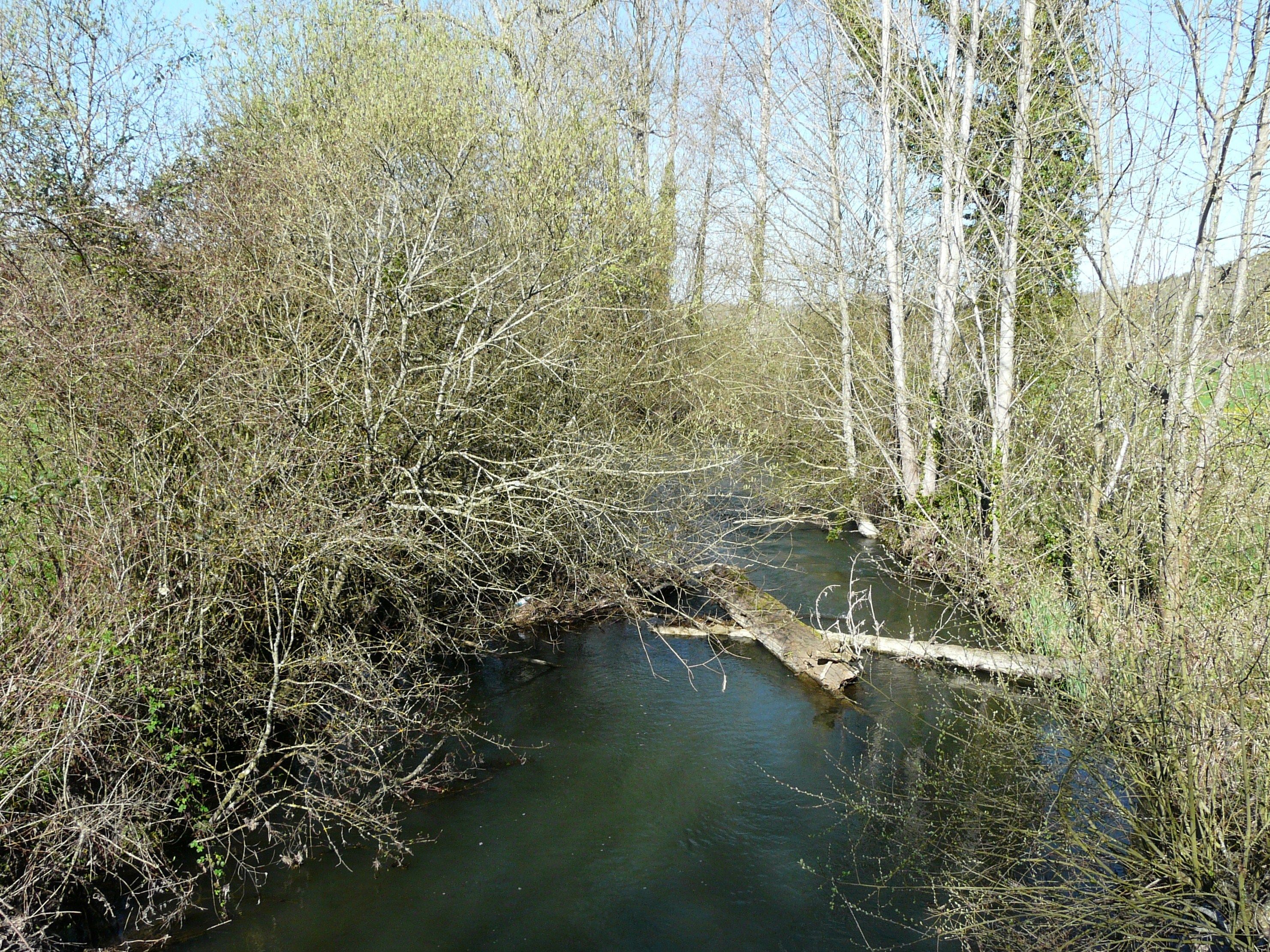
Le Vern près du lieu-dit Combalou, en limites de Vallereuil (à gauche) et Neuvic.
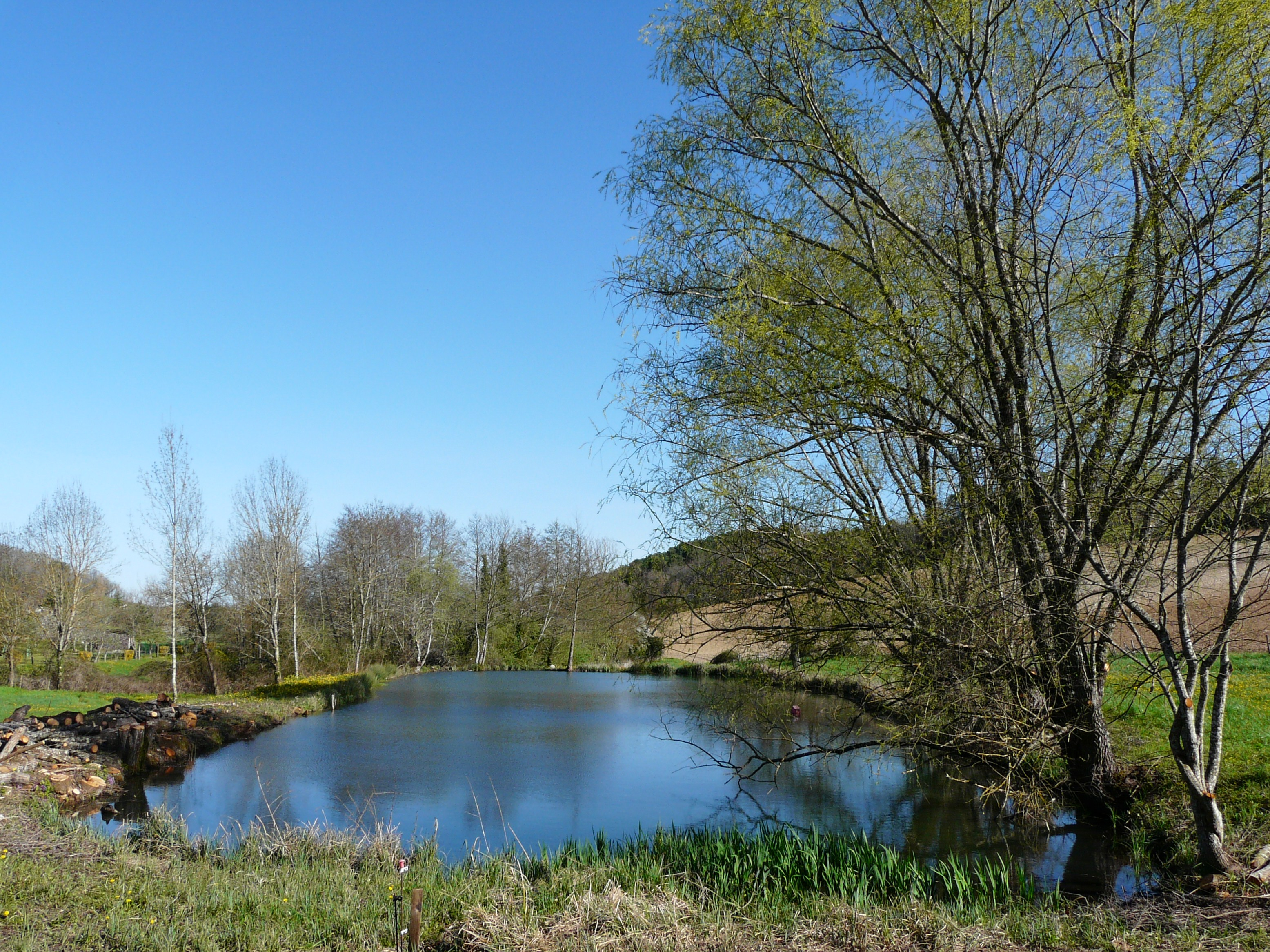
Un étang à Vallereuil.
Réseaux hydrographique et routier de Vallereuil.

#### Gestion et qualité des eaux
Le territoire communal est couvert par le schéma d'aménagement et de gestion des eaux (SAGE) « Isle - Dronne ». Ce document de planification, dont le territoire regroupe les bassins versants de l'Isle et de la Dronne, d'une superficie de 7 500 km2, a été approuvé le 2 août 2021. La structure porteuse de l'élaboration et de la mise en œuvre est l'établissement public territorial de bassin de la Dordogne (EPIDOR). Il définit sur son territoire les objectifs généraux d’utilisation, de mise en valeur et de protection quantitative et qualitative des ressources en eau superficielle et souterraine, en respect des objectifs de qualité définis dans le troisième SDAGE  du Bassin Adour-Garonne qui couvre la période 2022-2027, approuvé le 10 mars 2022.
La qualité des eaux de baignade et des cours d’eau peut être consultée sur un site dédié géré par les agences de l’eau et l’Agence française pour la biodiversité.

### Climat
Pour des articles plus généraux, voir Climat de la Nouvelle-Aquitaine et Climat de la Dordogne.
En 2010, le climat de la commune est de type climat océanique altéré, selon une étude s'appuyant sur une série de données couvrant la période 1971-2000. En 2020, Météo-France publie une typologie des climats de la France métropolitaine dans laquelle la commune est toujours exposée à un climat océanique altéré et est dans la région climatique  Aquitaine, Gascogne, caractérisée par une pluviométrie abondante au printemps, modérée en automne, un faible ensoleillement au printemps, un été chaud (19,5 °C), des vents faibles, des brouillards fréquents en automne et en hiver et des orages fréquents en été (15 à 20 jours).
Pour la période 1971-2000, la température annuelle moyenne est de 12,5 °C, avec  une amplitude thermique annuelle de 15 °C. Le cumul annuel moyen de précipitations est de 895 mm, avec 11,5 jours de précipitations en janvier et 7,1 jours en juillet. Pour la période 1991-2020, la température moyenne annuelle observée sur la station météorologique la plus proche, située sur la commune de Coulounieix-Chamiers à 20 km à vol d'oiseau, est de 13,1 °C et le cumul annuel moyen de précipitations est de 912,2 mm,. Pour l'avenir, les paramètres climatiques de la commune estimés pour 2050 selon différents scénarios d’émission de gaz à effet de serre sont consultables sur un site dédié publié par Météo-France en novembre 2022.

### Milieux naturels et biodiversité

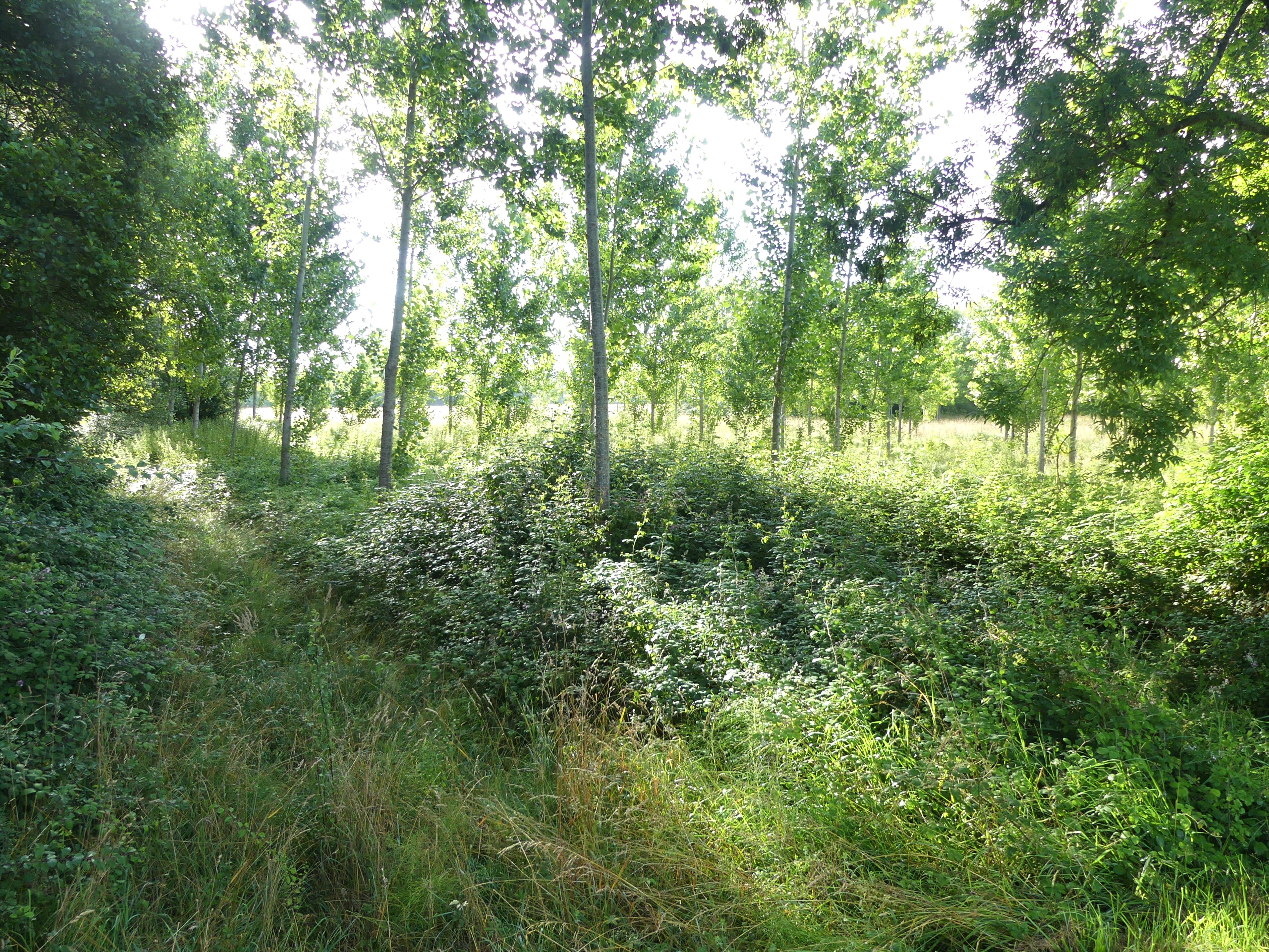
La vallée du Vern à Vallereuil, au sud-est du lieu-dit Combalou.

#### Espaces protégés
La protection réglementaire est le mode d'intervention le plus fort pour préserver des espaces naturels remarquables et leur biodiversité associée,.
La commune fait partie du bassin de la Dordogne, un territoire d'une superficie de 24 000 km2 reconnu réserve de biosphère par l'UNESCO en juillet 2012 et se situe dans sa « zone de transition ».

#### Zones naturelles d'intérêt écologique, faunistique et floristique
L'inventaire des zones naturelles d'intérêt écologique, faunistique et floristique (ZNIEFF) a pour objectif de réaliser une couverture des zones les plus intéressantes sur le plan écologique, essentiellement dans la perspective d'améliorer la connaissance du patrimoine naturel national et de fournir aux différents décideurs un outil d'aide à la prise en compte de l'environnement dans l'aménagement du territoire.
Une ZNIEFF est recensée sur la commune d'après l'INPN.
La ZNIEFF de type 2 « vallée de l'Isle de Périgueux à Saint-Antoine-sur-l'Isle, le Salembre, le Jouis et le Vern » concerne notamment toute la vallée aval du Vern depuis Grun-Bordas et donc Vallereuil, en limite de Neuvic, sur une zone d'environ 77 hectares qui comprend également la partie aval de son affluent le ruisseau de Fompeyre.

## Urbanisme

### Typologie
Au 1er janvier 2024, Vallereuil est catégorisée commune rurale à habitat dispersé, selon la nouvelle grille communale de densité à 7 niveaux définie par l'Insee en 2022.
Elle est située hors unité urbaine et hors attraction des villes,.

### Occupation des sols
L'occupation des sols de la commune, telle qu'elle ressort de la base de données européenne d’occupation biophysique des sols Corine Land Cover (CLC), est marquée par l'importance des forêts et milieux semi-naturels (51,1 % en 2018), en augmentation par rapport à 1990 (49,4 %). La répartition détaillée en 2018 est la suivante : 
forêts (51,1 %), zones agricoles hétérogènes (38,8 %), prairies (10 %). L'évolution de l’occupation des sols de la commune et de ses infrastructures peut être observée sur les différentes représentations cartographiques du territoire : la carte de Cassini (XVIIIe siècle), la carte d'état-major (1820-1866) et les cartes ou photos aériennes de l'IGN pour la période actuelle (1950 à aujourd'hui).

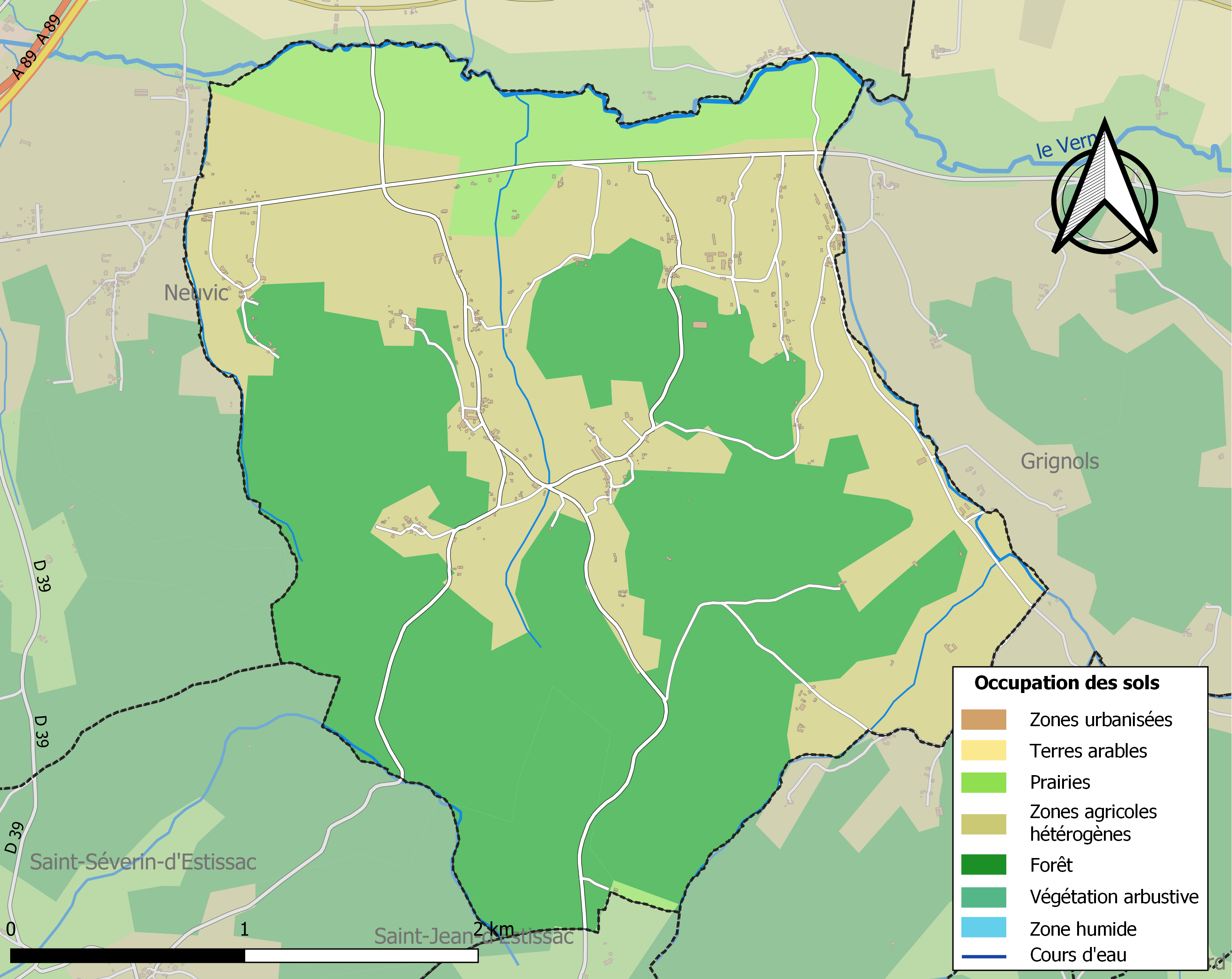
Carte des infrastructures et de l'occupation des sols de la commune en 2018 (CLC).
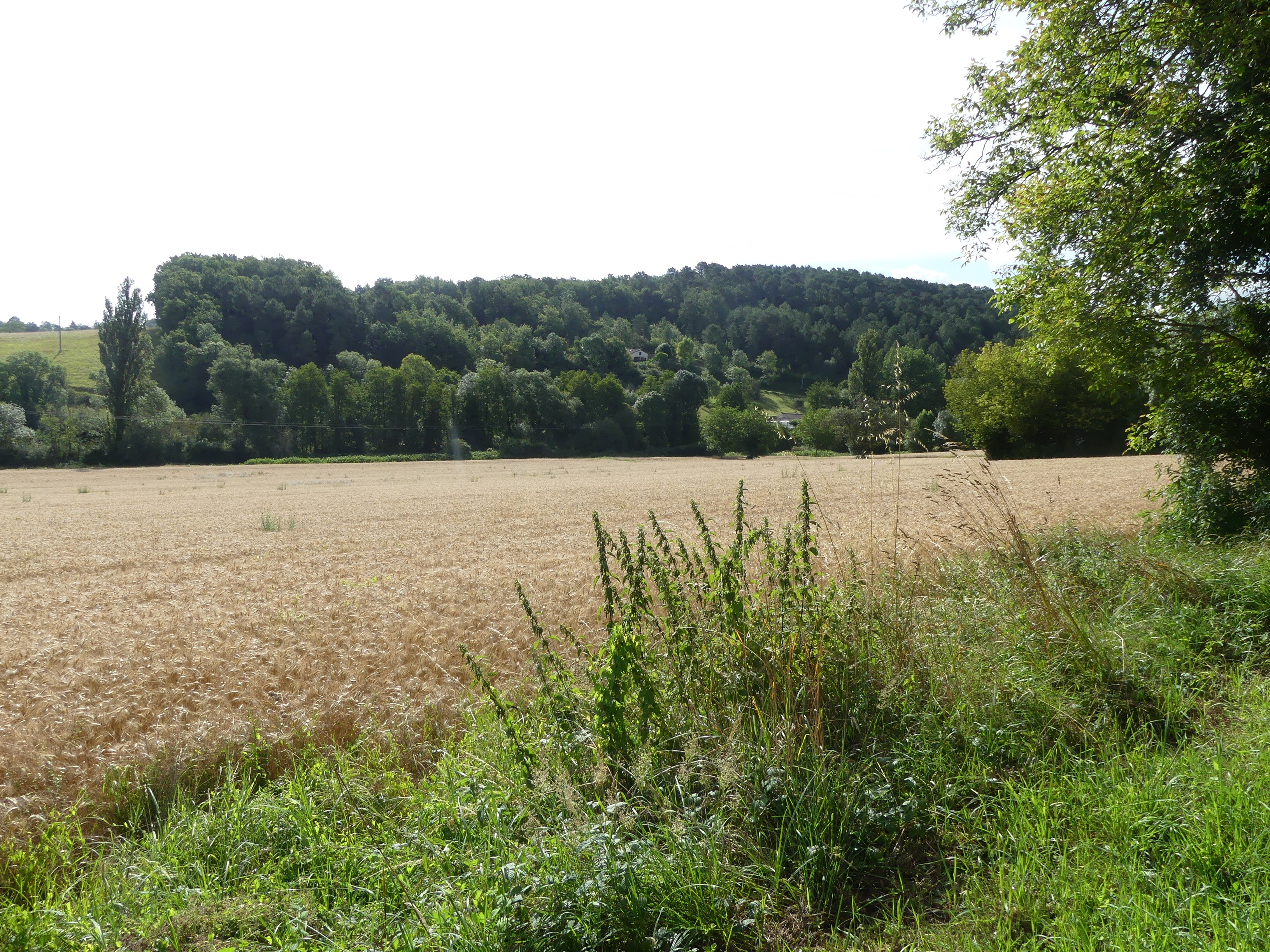
Paysage au nord du lieu-dit Coutet.

### Prévention des risques

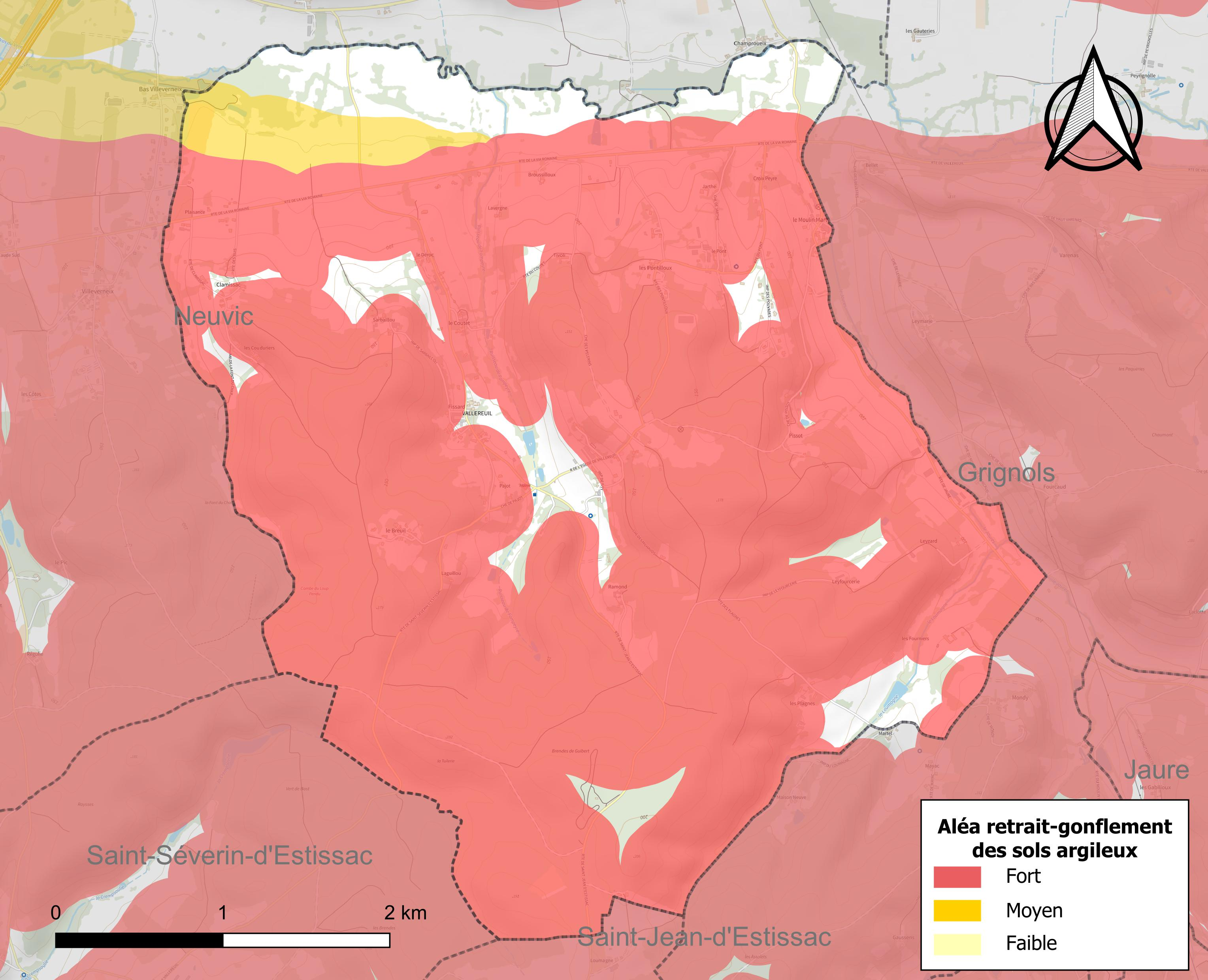
Carte des zones d'aléa retrait-gonflement des sols argileux de Vallereuil.

Le territoire de la commune de Vallereuil est vulnérable à différents aléas naturels : météorologiques (tempête, orage, neige, grand froid, canicule ou sécheresse), feux de forêts, mouvements de terrains et séisme (sismicité très faible). Un site publié par le BRGM permet d'évaluer simplement et rapidement les risques d'un bien localisé soit par son adresse soit par le numéro de sa parcelle.
Vallereuil est exposée au risque de feu de forêt. L’arrêté préfectoral du 14 mars 2013 fixe les conditions de pratique des incinérations et de brûlage dans un objectif de réduire le risque de départs d’incendie. À ce titre, des périodes sont déterminées : interdiction totale du 15 février au 15 mai et du 15 juin au 15 octobre, utilisation réglementée du 16 mai au 14 juin et du 16 octobre au 14 février. En septembre 2020, un plan inter-départemental de protection des forêts contre les incendies (PidPFCI) a été adopté pour la période 2019-2029,.
Les mouvements de terrains susceptibles de se produire sur la commune sont des tassements différentiels. Le retrait-gonflement des sols argileux est susceptible d'engendrer des dommages importants aux bâtiments en cas d’alternance de périodes de sécheresse et de pluie. 88,3 % de la superficie communale est en aléa moyen ou fort (58,6 % au niveau départemental et 48,5 % au niveau national métropolitain). Depuis le 1er octobre 2020, en application de la loi ÉLAN, différentes contraintes s'imposent aux vendeurs, maîtres d'ouvrages ou constructeurs de biens situés dans une zone classée en aléa moyen ou fort,.
La commune a été reconnue en état de catastrophe naturelle au titre des dommages causés par les inondations et coulées de boue survenues en 1982, 1986, 1999 et 2018, par la sécheresse en 1989, 1991, 1992, 1995 et 2011 et par des mouvements de terrain en 1999.

## Toponymie

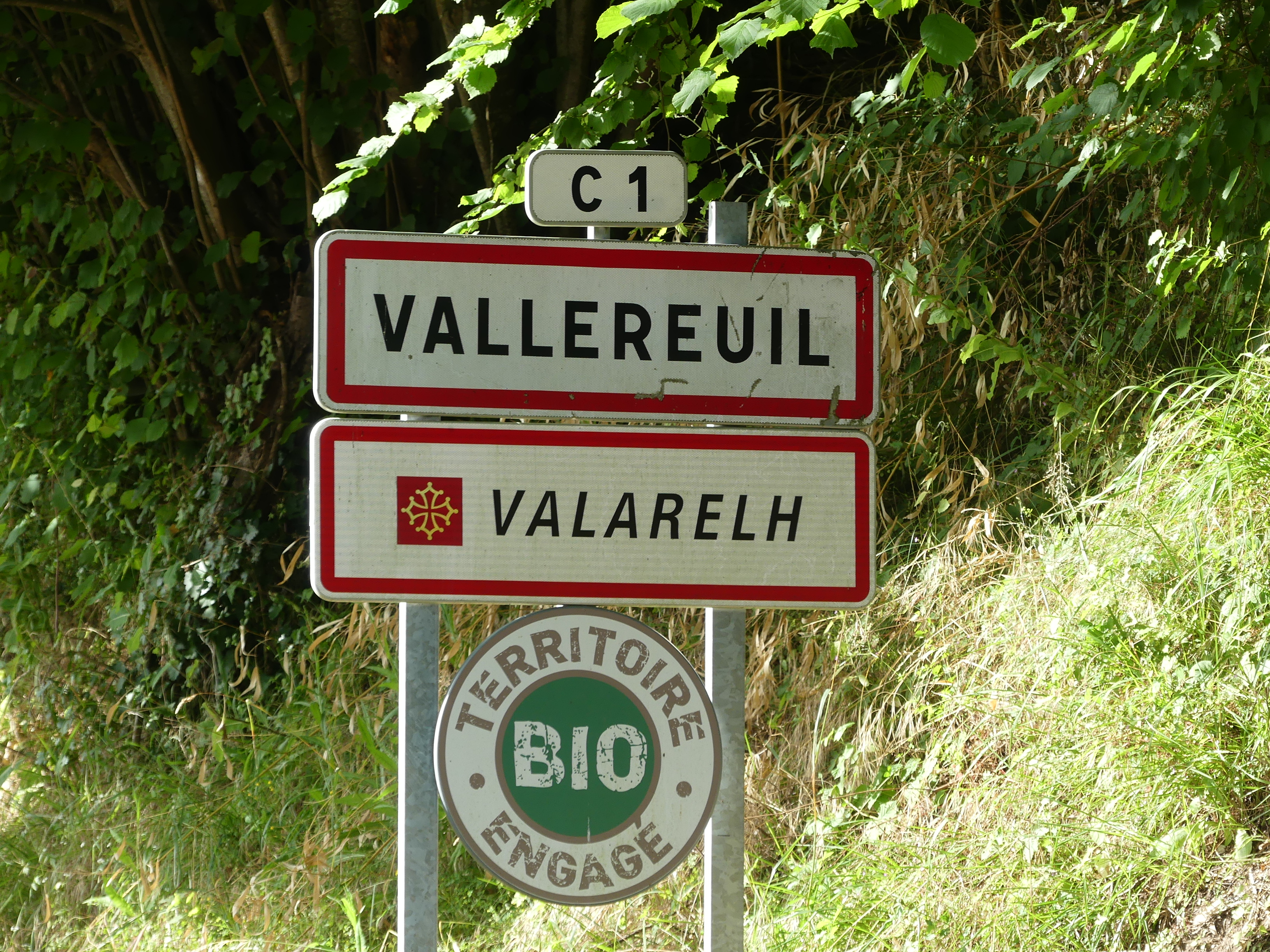
Panneau d'entrée au bourg de Vallereuil en français et occitan.

En occitan, la commune porte le nom de Valarelh ou Valaruelh.

## Histoire
Sur la carte de Cassini représentant la France entre 1756 et 1789, le village est identifié sous le nom de Valarey.

## Politique et administration

### Administration municipale
La population de la commune étant comprise entre 100 et 499 habitants au recensement de 2017, onze conseillers municipaux ont été élus en 2020,.

### Liste des maires
| Période                                  | Période   | Identité             | Étiquette | Qualité |
| ---------------------------------------- | --------- | -------------------- | --------- | ------- |
| Les données manquantes sont à compléter. |           |                      |           |         |
|                                          |           |                      |           |         |
|                                          |           | Claude Laval Bordier |           |         |
|                                          |           |                      |           |         |
| 1989                                     | mars 2014 | Francis Lajunie      | SE        |         |
| mars 2014                                | mai 2020  | Bruno Labriot        |           |         |
| mai 2020                                 | En cours  | Christine Guthinger  |           |         |

## Équipements et services publics

### Justice
En 2023, dans le domaine judiciaire, Vallereuil relève : 
- du tribunal judiciaire, du tribunal pour enfants, du conseil de prud'hommes et du tribunal de commerce de Périgueux ;
- du pôle Nationalité du tribunal judiciaire de Périgueux (compétent uniquement dans le domaine de la nationalité) ;
- de la cour d'appel, du tribunal administratif et de la  cour administrative d'appel de Bordeaux.

## Population et société

### Démographie
L'évolution du nombre d'habitants est connue à travers les recensements de la population effectués dans la commune depuis 1793. Pour les communes de moins de 10 000 habitants, une enquête de recensement portant sur toute la population est réalisée tous les cinq ans, les populations de référence des années intermédiaires étant quant à elles estimées par interpolation ou extrapolation. Pour la commune, le premier recensement exhaustif entrant dans le cadre du nouveau dispositif a été réalisé en 2004.

En 2022, la commune comptait 261 habitants, en évolution de −12,12 % par rapport à 2016 (Dordogne : +0,37 %, France hors Mayotte : +2,11 %).
| 1793 | 1800 | 1806 | 1821 | 1831 | 1836 | 1841 | 1846 | 1851 |
| ---- | ---- | ---- | ---- | ---- | ---- | ---- | ---- | ---- |
| 457  | 490  | 493  | 457  | 469  | 503  | 525  | 480  | 523  |

| 1856 | 1861 | 1866 | 1872 | 1876 | 1881 | 1886 | 1891 | 1896 |
| ---- | ---- | ---- | ---- | ---- | ---- | ---- | ---- | ---- |
| 466  | 439  | 446  | 423  | 433  | 409  | 396  | 349  | 352  |

| 1901 | 1906 | 1911 | 1921 | 1926 | 1931 | 1936 | 1946 | 1954 |
| ---- | ---- | ---- | ---- | ---- | ---- | ---- | ---- | ---- |
| 328  | 313  | 254  | 245  | 274  | 250  | 235  | 265  | 303  |

| 1962 | 1968 | 1975 | 1982 | 1990 | 1999 | 2004 | 2006 | 2009 |
| ---- | ---- | ---- | ---- | ---- | ---- | ---- | ---- | ---- |
| 261  | 248  | 258  | 252  | 232  | 273  | 274  | 277  | 275  |

| 2014 | 2019 | 2022 | - | - | - | - | - | - |
| ---- | ---- | ---- | - | - | - | - | - | - |
| 290  | 270  | 261  | - | - | - | - | - | - |

## Économie

### Emploi
En 2015, parmi la population communale comprise entre 15 et 64 ans, les actifs représentent 133 personnes, soit 44,9 % de la population municipale. Le nombre de chômeurs (quinze) a augmenté par rapport à 2010 (cinq) et le taux de chômage de cette population active s'établit à 11,5 %.

### Établissements
Au 31 décembre 2015, la commune compte dix-neuf établissements, dont sept au niveau des commerces, transports ou services, quatre dans la construction, quatre dans l'agriculture, la sylviculture ou la pêche, deux relatifs au secteur administratif, à l'enseignement, à la santé ou à l'action sociale, et deux dans l'industrie.

## Culture locale et patrimoine

### Lieux et monuments
- Église Notre-Dame-de-l'Assomption[57] du XIIe siècle[58], pourvue d'un clocher-mur.

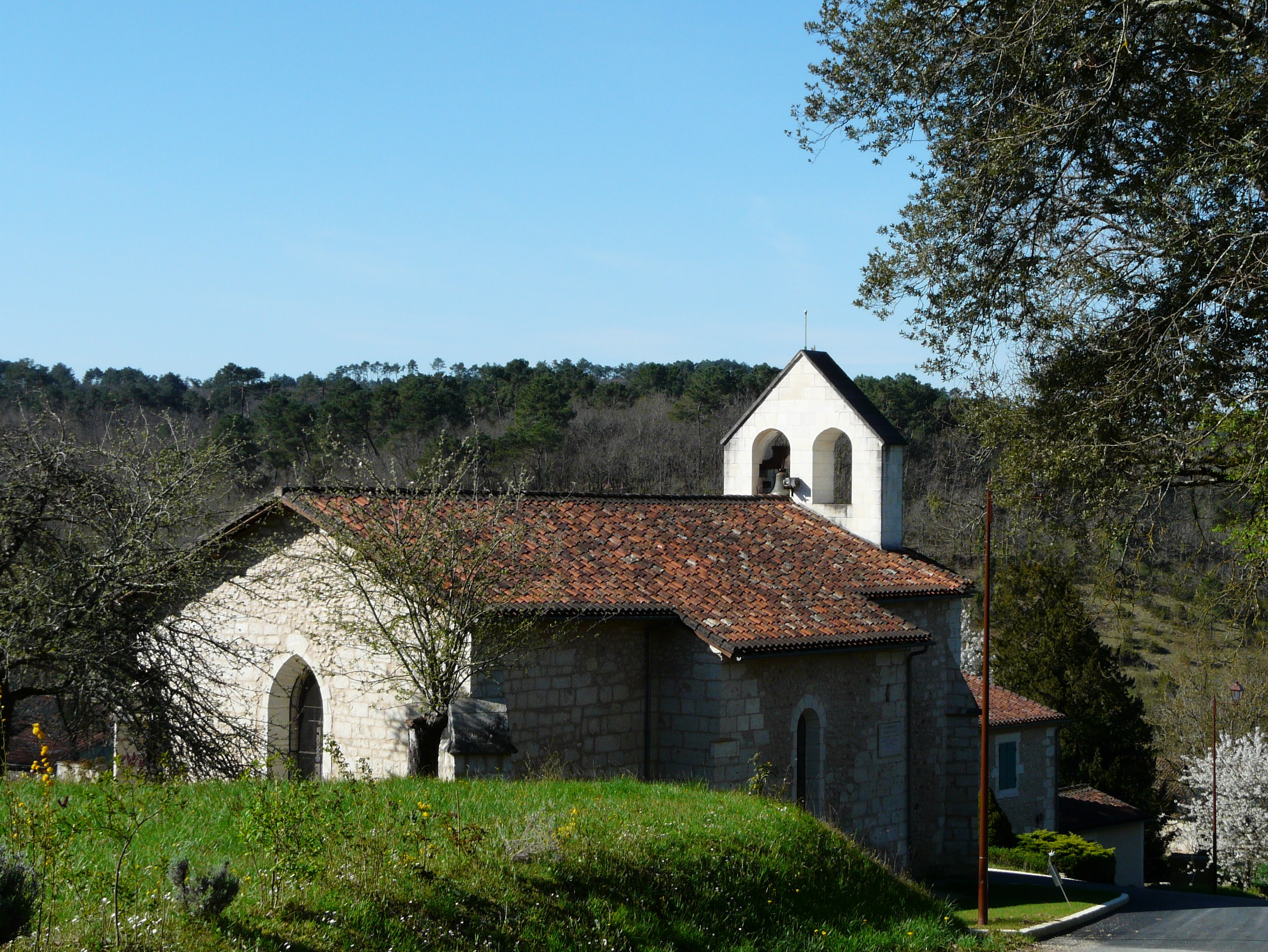
L'église Notre-Dame-de-l'Assomption.
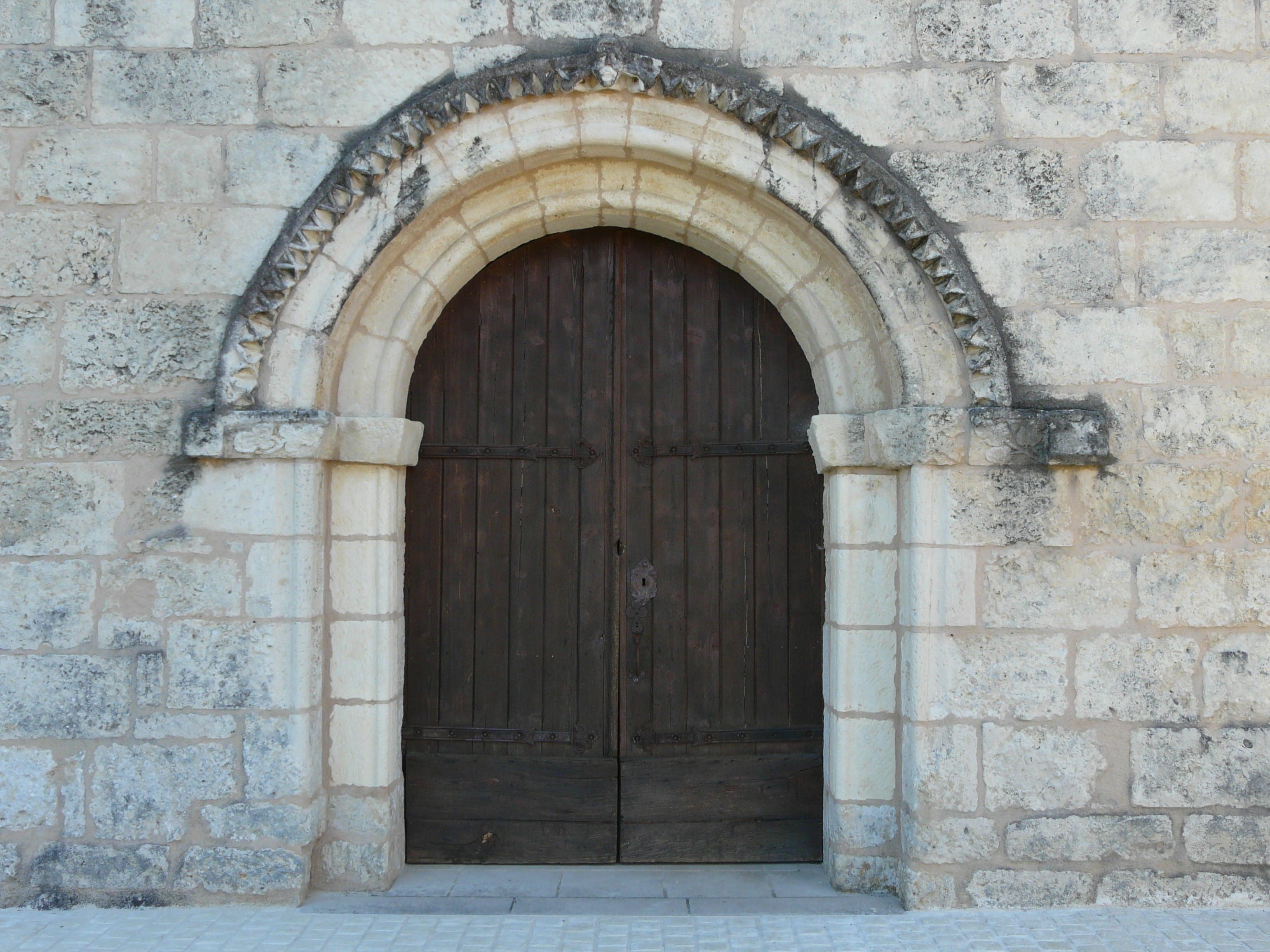
Son portail.

### Patrimoine naturel

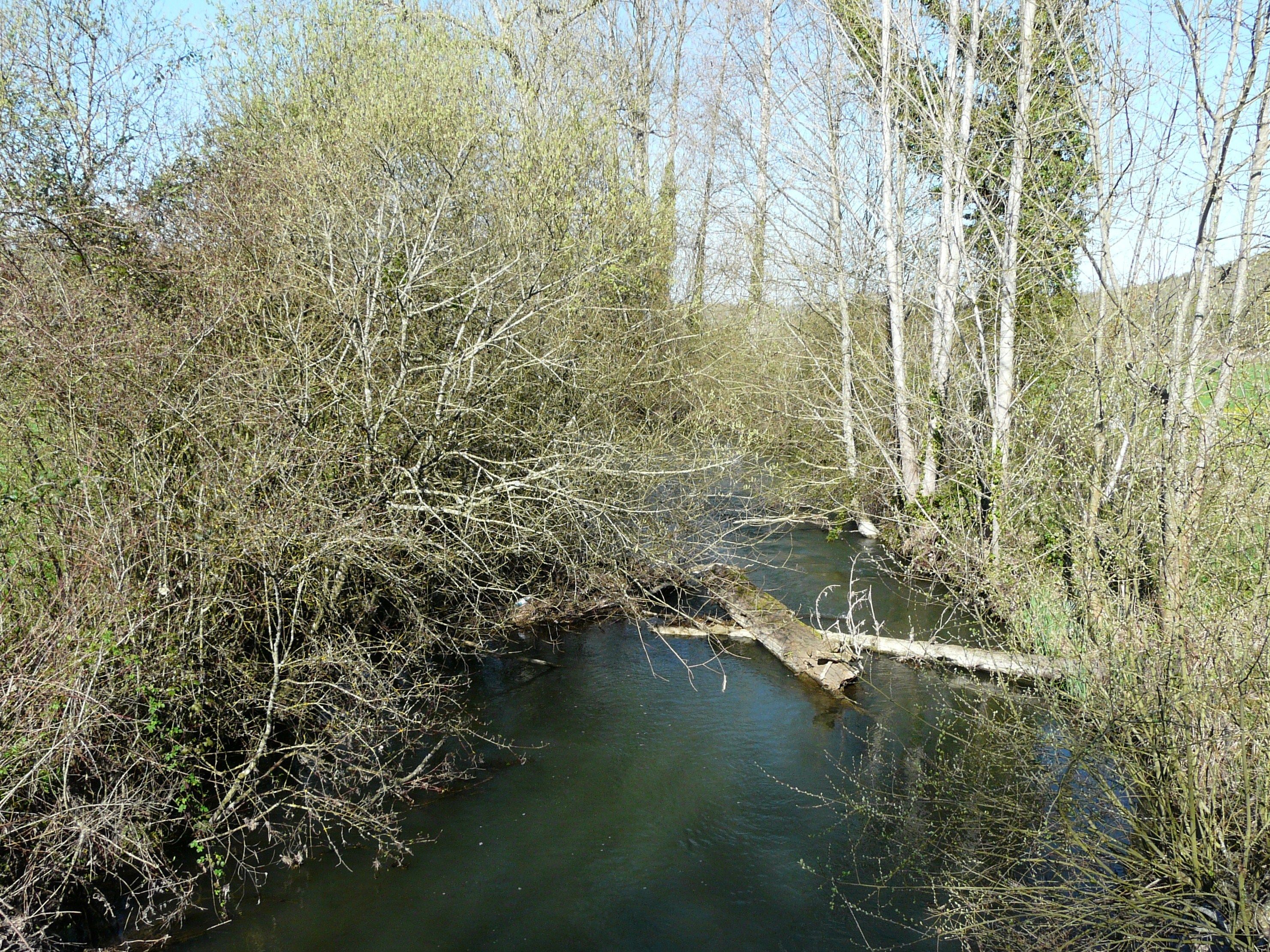
Le Vern en limites de Neuvic et Vallereuil, près du lieu-dit Combalou.

Au nord, la commune présente une zone naturelle d'intérêt écologique, faunistique et floristique (ZNIEFF) de type I, tout le long de la vallée du Vern, qu'elle partage avec six autres communes, depuis Saint-Mayme-de-Péreyrol jusqu'à Neuvic, pour une surface totale de 506 hectares. Le milieu humide que représente le fond de la vallée est propice à certaines espèces de plantes, dont deux sont rares : nasturtium asperum et pulicaria vulgaris,.

### Personnalités liées à la commune
- Abbé Pierre Lespine (1757-1831), historien et archiviste du Périgord, garde des manuscrits de la Bibliothèque royale et premier professeur de l'École royale des chartes, est né à Vallereuil.

## Pour approfondir